# Love to Love You Donna
| Совокупная оценка    | Совокупная оценка |
| Источник             | Оценка            |
| -------------------- | ----------------- |
| Metacritic           | 59/100            |
| Оценки критиков      |                   |
| Источник             | Оценка            |
| AllMusic             | [ 4 ]             |
| The Boston Globe     | без оценки        |
| Complex              | без оценки        |
| The Irish Times      | [ 7 ]             |
| The Line of Best Fit | 5.5/10            |
| Slant Magazine       | [ 9 ]             |

Love to Love You Donna — ремиксовый альбом американской певицы Донны Саммер, выпущенный 22 октября 2013 года на лейбле Verve Records.

## Предыстория и запись
В 2012 году Донна Саммер скончалась от рака лёгких. Её муж, Брюс Судано, после смерти стал владельцем практически всего каталога исполнительницы. Одним вечером за ужином с Иоландой Фостер (жена Дэвида Фостера) родилась идея выпустить посмертный альбом Донны. Было два варианта: сборник неизданных песен и альбом ремиксов. С этими идеями он отправился к продюсерам лейбла Verve Records, в итоге было принято решение выпустить альбом ремиксов, тем более, что, по словам Судано, Донна Саммер сама долгое время вынашивала эту идею.
Основной проблемой стало то, что в Universal не сохранили рабочие записи певицы, тем не менее Джорджо Мородер, с которым Донна работала долгое время, отыскал у себя некоторые черновые записи, также пришлось воспользоваться специальной технологией разделения вокала и музыки. Подбором треков занимался лично Судано, он хотел, чтобы на альбом попали не самые известные песни Донны, однако лейбл, по объективным причинам, желал видеть на альбоме хитовые композиции. Также он настоял на том, чтобы на альбом попали «Working The Midnight Shift» и «Our Love», в написании которых принимала участие певица.
Для создания ремиксов были привлечены многие популярные на тот момент диджеи и музыканты. По словам Судано, им хотелось создать разноплановый альбом с танцевальной и электронной музыкой различных направлений. Подбором ремиксов занимались Далия Амбах Каплин и Рэндал Постер. На альбом также попала неизданная ранее песня «La Dolce Vita», написанная самой Донной совместно с Мородером и Натаном Диджизаром.

## Релиз
Альбом был выпущен 22 октября 2013 года (обе версии — стандартная и делюкс) в цифровом формате и на физических носителях (компакт-диск и двойной винил). Альбом достинг 97 места в американском чарте Billboard 200 и 2 места в чарте Dance/Electronic Albums, также альбом вошел в первую двадцатку чартов Top R&B/Hip Hop Albums и Top R&B Albums.
Выпуск альбома сопровождался синглами. Первым стал «Love Is in Control (Finger on the Trigger)», выпущенный в конце августа 2013 года. На канале исполнительницы на YouTube также был выложен официальный видеоремикс с использованием из оригинального клипа на «Love Is in Control (Finger on the Trigger)». В сентябре был выпущен ремикс на «Love to Love You Baby» от Джоджо Мородера, впервые он исполнил его еще месяцем ранее. Третьим синглом стал «MacArthur Park». Он стал пятнадцатым в карьере Донны Саммер чарттоппером в Dance Club Songs Rosabel также выпустил свой сборник ремиксов на песню.

## Отзывы критиков
Альбом получил смешанные отзывы критиков, на сайте-агрегаторе Metacritic он имеет среднюю оценку 59 из 100. Сара Родман из The Boston Globe дала положительную оценку альбому, заметив однако, что ни один ремикс не всё превосходит оригинал; своим любимым треком на альбоме она назвала «Love Is in Control (Finger on the Trigger)». Маркус Доулинг в обзоре для Complex заявил, что данная компиляция может показаться идеальной на первый взгляд, но главным недостатком является непонимание авторами того, что лежит в основе танцевальной музыки и что представляет собой современная музыка в целом.

## Список композиций
| №                   | Название                                                                       | Автор(ы)                                                 | Длительность |
| ------------------- | ------------------------------------------------------------------------------ | -------------------------------------------------------- | ------------ |
| 1.                  | «Love to Love You Baby» (Giorgio Moroder feat. Chris Cox Remix)                | Донна Саммер, Джорджо Мородер, Пит Белотт                | 4:19         |
| 2.                  | «Dim All the Lights» (Duke Dumont Remix)                                       | Донна Саммер                                             | 6:00         |
| 3.                  | «Hot Stuff» (Frankie Knuckles and Eric Kupper as Director’s Cut Signature Mix) | Пит Белотт, Харольд Фальтермайер, Кит Форси              | 5:59         |
| 4.                  | «I Feel Love» (Afrojack Remix)                                                 | Донна Саммер, Джорджо Мородер, Пит Белотт                | 6:00         |
| 5.                  | «Love Is in Control (Finger on the Trigger)» (Chromeo & Oliver Remix)          | Куинси Джонс, Род Темпертон, Меррия Росс                 | 4:01         |
| 6.                  | «Sunset People» (Hot Chip Dub Edit)                                            | Пит Белотт, Харольд Фальтермайер, Кит Форси              | 7:38         |
| 7.                  | «Working The Midnight Shift» (Holy Ghost! Remix)                               | Донна Саммер, Джорджо Мородер, Пит Белотт                | 5:29         |
| 8.                  | «Bad Girls» (Gigamesh Remix)                                                   | Донна Саммер, Брюс Судано, Эдвард Хокенсон, Джо Эспозито | 5:22         |
| 9.                  | «MacArthur Park» (Laidback Luke Remix)                                         | Джимми Уэбб                                              | 5:40         |
| 10.                 | «I Feel Love» (Benga Remix)                                                    | Донна Саммер, Джорджо Мородер, Пит Белотт                | 7:13         |
| 11.                 | «On the Radio» (Jacques Greene Remix)                                          | Донна Саммер, Джорджо Мородер                            | 5:58         |
| 12.                 | «Last Dance» (Masters at Work Remix Short Version)                             | Пол Джабара                                              | 6:30         |
| 13.                 | «La Dolce Vita» (featuring Giorgio Moroder)                                    | Донна Саммер, Джорджо Мородер, Натан Диджизар            | 4:13         |
| Общая длительность: | Общая длительность:                                                            | Общая длительность:                                      | 64:00        |

| №                   | Название                                                      | Автор(ы)                                                | Длительность |
| ------------------- | ------------------------------------------------------------- | ------------------------------------------------------- | ------------ |
| 14.                 | «Our Love» (Krystal Klear Remix)                              | Донна Саммер, Джорджо Мородер                           | 5:04         |
| 15.                 | «MacArthur Park» (Laidback Luke Remix) (Instrumental Version) | Джимми Уэбб                                             | 5:40         |
| 16.                 | «Bad Girls» (Boys Noize Club Mix)                             | Донна Саммер, Брюс Судано, Эдвард Хокнсон, Джо Эспозито | 5:44         |
| 17.                 | «Sunset People» (Hot Chip Re-Edit)                            | Пит Белотт, Харольд Фальтермайер, Кит Форси             | 10:55        |
| Общая длительность: | Общая длительность:                                           | Общая длительность:                                     | 27:23        |

## Чарты
| Чарт (2013)                             | Высшая позиция |
| --------------------------------------- | -------------- |
| США (Billboard 200)                     | 97             |
| США (Billboard Dance/Electronic Albums) | 2              |
| США (Billboard Top R&B/Hip-Hop Albums)  | 20             |
| США (Billboard Top R&B Albums)          | 11             |